# Sony Alpha 300
Aucun α 330
Le Sony Alpha 300 (typographié α 300) est un réflex entrée de gamme commercialisé à partir du premier trimestre 2008 par Sony.